# تومي كرامر
تومي كرامر (بالإنجليزية: Tommy Kramer)‏ هو لاعب كرة قدم أمريكية أمريكي، ولد في 7 مارس 1955 في سان أنطونيو في الولايات المتحدة.

## وصلات خارجية
- تومي كرامر على موقع مرجع كرة القدم المحترفة.كوم (الإنجليزية)
- تومي كرامر على موقع كلية كرة القدم في سبورتس رفرنس.كوم (الإنجليزية)